# Гюнтер Гербіг
Гю́нтер Ге́рбіг (нім. Günther Herbig; нар. 30 листопада 1931, Усті-над-Лабем, тепер Чехія) — німецький диригент.

## Життєпис
Навчався у Веймарській вищій школі музики у диригентів Германа Абендрота, Германа Шерхена, Арвіда Янсонса та Герберта Караяна. У 1956 році дебютував як диригент у Веймарському оперному театрі, потім працював в театрах Ерфурта та Потсдама. У 1966—1972 роках працював в Берлінському симфонічному оркестрі, у 1972—1976 роках був головним диригентом Дрезденського симфонічного оркестру. У 1977 році повернувся до Берлінського симфонічного оркестру і очолював його до 1983 року. З 1979 року Гербіг багато працював закордоном, в тому числі був запрошеним диригентом Далласького симфонічного оркестру і Філармонічного оркестру BBC.
У 1984 році, після конфлікту з партійним керівництвом НДР, Гербіг залишив Східну Німеччину і емігрував до США. У 1984—1990 роках він очолював Детройтський симфонічний оркестр. У 1988—1994 роках співпрацював із Торонтським симфонічним оркестром як музичний радник та музичний директор. Потім повернувся до Німеччини. У 2001—2006 роках він очолював Оркестр радіо і телебачення Саарбрюкена. У 2003—2006 роках, а також з 2009 року по теперішній час — головний запрошений диригент та музичний керівник Колумбуського симфонічного оркестру в Огайо.
Найбільш помітні успіхи Гербіга пов'язані з виконанням творів Гайдна, Шуберта, Брамса і, перш за все, Малера.